# Presbytis femoralis
Presbytis femoralis là một loài động vật có vú trong họ Cercopithecidae, bộ Linh trưởng. Loài này được Martin mô tả năm 1838.